# Microfiltration

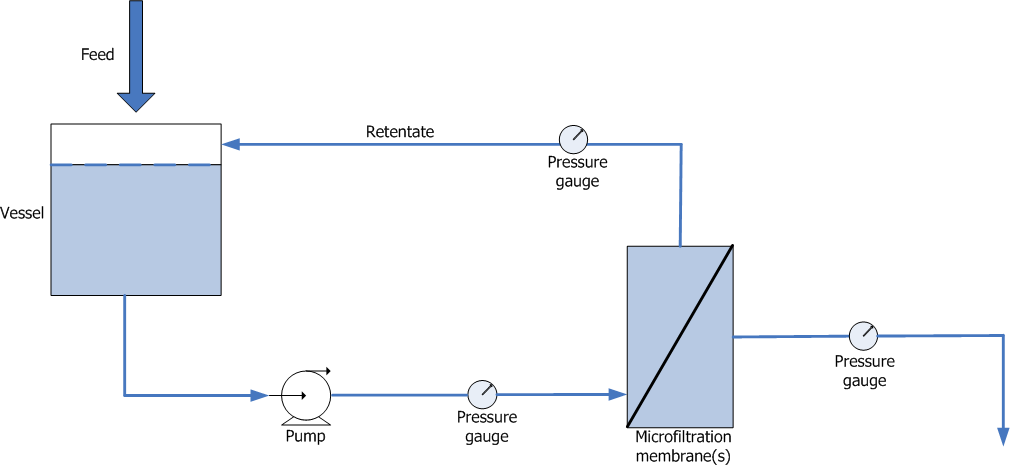
Schéma de principe de la microfiltration.

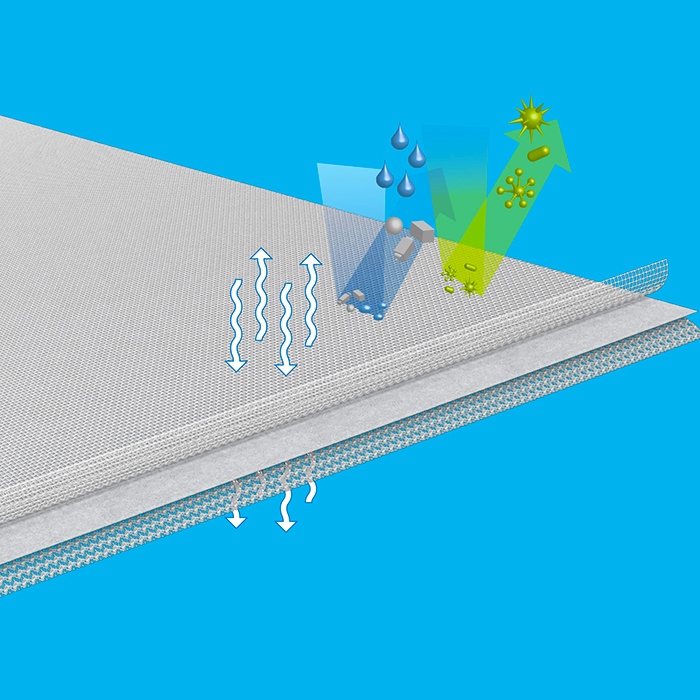
illustration de la microfiltration.

La microfiltration (MF) est une méthode de séparation membranaire par lequel les microparticules, les macromolécules (polymères), les micro-organismes et quelques virus et les colloïdes sont séparés de mélanges liquides. La taille de ces matières varie entre 104 - 102 nanomètre (nm). La microfiltration n’est pas fondamentalement différente de l'ultrafiltration ou de la nanofiltration, si ce n’est qu’elle retient des matières de tailles différentes de ces dernières. L'ultrafiltration est majoritairement utilisée pour séparer des particules dissoutes alors que la microfiltration est majoritairement utilisée pour séparer des particules en suspension.

## Propriétés
La microfiltration est un procédé baro-membranaire car le transfert a lieu sous l’effet de la  pression. Cette pression est inférieure à 2 bars.
Le mécanisme de séparation se fait par tamisage : le transfert a lieu dans une membrane poreuse et résulte de la différence de la taille des composants par rapport à celle des pores de la membrane. Les pores d'une membrane de nanofiltration sont supérieures à 50 nm. Ils sont appelés des macropores.

## Lait microfiltré
Le traitement de microfiltration demande une séparation préalable du lait et de la crème, le lait entier ne pouvant être microfiltré dans de bonnes conditions. La crème est traitée séparément (elle peut être pasteurisée ou stérilisée) puis réincorporée au lait microfiltré.
Ce lait présente une réaction positive au test de la phosphatase puisqu'il n'a pas été chauffé. Il est conditionné et refroidi immédiatement après le traitement pour être ramené dans les plus brefs délais à une température ne dépassant pas 6 °C. Le lait frais microfiltré se conserve réfrigéré.
La microfiltration réduit de manière significative (à peu près comme la pasteurisation, soit au minimum d'un facteur 100 000) le nombre de micro-organismes dans le produit. Dans certaines variantes du procédé (mise en œuvre de membranes ayant un diamètre moyen de pores de 0,8 µm) la stérilité commerciale du lait est atteinte. Après addition de crème traitée par UHT, le mélange doit néanmoins être chauffé à 96 °C durant 5 s pour réaliser l'inactivation des enzymes endogènes du lait. Le lait ainsi obtenu se conserve au moins 3 mois à température ambiante.
Par rapport aux traitements thermiques classiques (pasteurisation, lait UHT), le goût est plus proche du lait cru, et les protéines ne sont pas dénaturées.
Le lait microfiltré peut se conserver au réfrigérateur jusqu'à la date limite de consommation (DLC), soit environ 14 jours après le conditionnement, et plus selon le procédé exact employé. 
L'emploi de membranes de microfiltration ayant un diamètre moyen de pores de 0,1 µm permet de concentrer différentiellement les micelles de phosphocaséinate du lait et ainsi de standardiser sa teneur en caséine. Cette pratique s'est largement répandue en fromagerie de pâtes molles et de pâtes pressées cuites (Emmental) car elle élimine les variations de la coagulation par la présure et de l'égouttage du coagulum découpé ou non. De plus, le co-produit, le microfiltrat 0,1 µm de lait est stérile , il a été qualifié de "lactosérum idéal"  et conduit après concentration des protéines par ultrafiltration à un isolat recherché pour les formulations infantiles .

## Microfiltration des eaux potables

### Séparations membranaires
Afin de répondre à la sévérité croissante des normes, à la pollution grandissante des réserves et face à la pénurie d’eau, les procédés par membranes sont une solution prometteuse pour la production d’eau potable. Les processus d’osmose inverse (OI), de nanofiltration (NF), d’ultrafiltration (UF) et de microfiltration (MF) sont souvent utilisés. MF et UF sont des techniques pour le traitement des eaux de surface peu chargées en micro-polluants ou les eaux karstiques. NF et OI sont efficaces pour la décontamination microbiologique, l’élimination des matières organiques dissoutes et des pesticides. Ces techniques sont également largement utilisées pour le dessalement de l’eau de mer ou des eaux saumâtres.
La microfiltration a été créée par le professeur Richard Zsigmondy Adolf à l'Université de Göttingen GÃ, en Allemagne, en 1935. Les filtres couche de membrane ont trouvé une application immédiate dans le domaine de la microbiologie et en particulier dans l'évaluation de l'eau potable.
Les membranes macroporeuses ont été en effet par la suite utilisées comme un processus fondamental de la production d'eau. Progressivement on les a utilisées dans le traitement de l'eau, elles éliminent efficacement les principaux agents pathogènes, des polluants et les bactéries importantes. Selon l'application souhaitée on fait varier la taille des pores.

### Analyses
La première étape de l’analyse microbiologique de l’eau est constituée par la préparation de l’échantillon qui peut se dérouler de deux façons différentes selon le taux de pollution de l’échantillon et le paramètre recherché :
- dilution de l’échantillon dans un diluant approprié ;
- concentration par filtration sur membranes de porosité bien définie (dimension de pore gamme est de 0,1 à 10 micromètres).

L’analyse bactériologique n’est pas seulement qualitative mais aussi quantitative. Les techniques mises en œuvre au laboratoire sont soit la méthode de dénombrement direct par numération de colonies isolées après ensemencement sur (ou dans) un support nutritif solide, soit la méthode de dénombrement indirect par calcul statistique après répartition de l’inoculum dans des tubes de milieux de culture liquide (méthode dite du nombre le plus probable : NPP).

### Prélèvements
L’échantillon doit être représentatif de l’eau que l’on veut contrôler. Le prélèvement ne doit pas modifier ses caractéristiques bactériologiques, il doit être effectué dans des conditions d’asepsie satisfaisantes.

## Autres applications
La microfiltration peut aussi être utilisée sur le lactosérum, la saumure. Elle peut aussi être utilisée pour les stations d'épuration des eaux de type membranaire.